# Colomastix janiceae
Colomastix janiceae is een vlokreeftensoort uit de familie van de Colomastigidae. De wetenschappelijke naam van de soort is voor het eerst geldig gepubliceerd in 1977 door Heard & Perlmutter.